# Joost de Hurtere
Joost de Hurtere werd geboren op het Hagebroekkasteel en was een buitenpoorter van Torhout. Hij is een zoon van Boudewijn de Hurtere of van diens broer Leo de Hurtere, hoogbaljuw van Wijnendale. 
De familie de Hurtere leverde de heren van de heerlijkheid Hagebroek en hadden hun residentie in het Hagebroekkasteel, een hoeve in de Driewegenstraat in Hooglede. 

## Ontdekkingsreizen
Joost koos voor een avontuurlijk leven en vertrok in 1466, in dienst van de Portugese koning Hendrik de Zeevaarder, met tal van andere Vlamingen naar het eiland Faial. Hij werd in 1468 de bewindvoerder van dit eiland, in 1484 werd hij ook de bewindvoerder van Pico.
Het grote probleem voor Joost de Hurtere was de kleine populatie op de eilandjes. Daarom bedacht hij een list om kolonisten aan te trekken. Hij beloofde gouden bergen, overal zouden er edele metalen voor het oprapen liggen. Maar na een jaar beseften de kolonisten dat ze om de tuin waren geleid en kwamen in opstand. Joost de Hurtere moest het eiland verlaten en trok naar Lissabon. Daar trouwde hij met een Portugese hofdame en keerde nadien terug met een Portugees contingent naar Faial om de opstand neer te slaan.
Door het Vlaamse aandeel bij de ontdekking van de Azoren werden deze ook de Vlaamse eilanden genoemd.

## Dood
Joost de Huttere overleed omstreeks 1495 maar de familie de Huttere bleef voortbestaan op het eiland met de Portugese vervorming “de Hutra” en “Dutra”.